# トラウベの規則
トラウベの規則（Traubes rule）とは、飽和脂肪酸、脂肪族アルコールなどの同族列の水溶液の表面活性は、アルキル鎖の炭素原子の数が増加するにつれて急速に増大するという規則。トラウベによる（1891）表面活性の物質の濃度cと溶液の表面張力rとのあいだの関係は、経験的にシシェコフスキーの式（r0-r)/r0=Blog10(c/A+1)で示される。r0は純溶媒の表面張力。B及びAは定数。Bの項は同族の物質に対してはほとんど一定であるがAは各物質について著しく異なり、炭素原子数の算術級数的増加に対して1/Aの値はほぼ幾何級数的に増加する。